# Видалення волосся

Нормальний розподіл волосся на тілі в жінки та чоловіка

Ви́далення воло́сся — переважно косметична або гігієнічна процедура щодо усунення волосся зі шкірних покривів; рідше ця процедура проводиться за медичними показаннями — підготовка до хірургічної операції або пологів, лікування шкірних захворювань тощо

## Різновиди
- Депіляція — видалення видимої частини волосся (найпоширенішим способом депіляції є гоління, шугаринг або нанесення спеціального крему).
- Епіляція — повне видалення волосся, у тому числі й волосяних коренів з руйнуванням волосяних цибулин (лазерна епіляція як найпоширеніший спосіб). Одним з видів видалення волосся з волосяним коренем без руйнування волосяних цибулин є воскова епіляція, або біоепіляція.